# Walter A. Haas
Walter A. Haas, Sr. (* 11. Mai 1889; † 7. Dezember 1979) war ein amerikanischer Manager.

## Leben
Haas war eines von vier Kinder. Sein Vater Abraham Haas war 1864 aus Bayern eingewandert und gründete mit seinem Bruder 1871 Hellman, Haas and Company, woraus die Lebensmittel-Handelskette Smart & Final wurde. Haas’ Mutter Fanny Koshland war die Tochter  eines der erfolgreichsten Wollhändler in San Francisco. Seine Geschwister waren Charles, Ruth (1891) und Eleanor (1900). 1910 verließ Haas mit dem BS-Grad die University of California, Berkeley.
1914 heiratete Haas Elise Stern, Tochter von Sigmund Stern, dem Neffen von Levi Strauss, der 1902 unverheiratet und kinderlos gestorben war.
Im Ersten Weltkrieg diente Haas in der Feldartillerie der U.S. Army.
Als er 1919 in die Vereinigten Staaten zurückkehrte, begann Haas in der Firma seines Schwiegervaters zu arbeiten. Levi Strauss & Co. war zu jenem Zeitpunkt ein kleiner Großhandel und Hersteller von Arbeitskleidung. 1928 wurde Haas dort zum President befördert und führte die Firma bis 1955; anschließend diente er als Vorsitzender weiter bis 1970 und beteiligte sich auch danach noch bis zu seinem Tode 1979 aktiv. Der Einsatz von Haas (gemeinsam mit seinem Geschäftspartner und Schwager Daniel E. Koshland sr., Vater des Biochemikers Daniel E. Koshland jr.) führte die Firma durch die Weltwirtschaftskrise und machte aus Levi’s eine Weltmarke.

## Erbe
Haas hinterließ drei Kinder: Rhoda Haas Goldman, Peter E. Haas und Walter A. Haas, Jr. Nach einer großzügigen Spende beschloss die University of California, Berkeley 1989 ihre Business School nach ihm zu benennen.